# Lothar Barth (Mediziner)

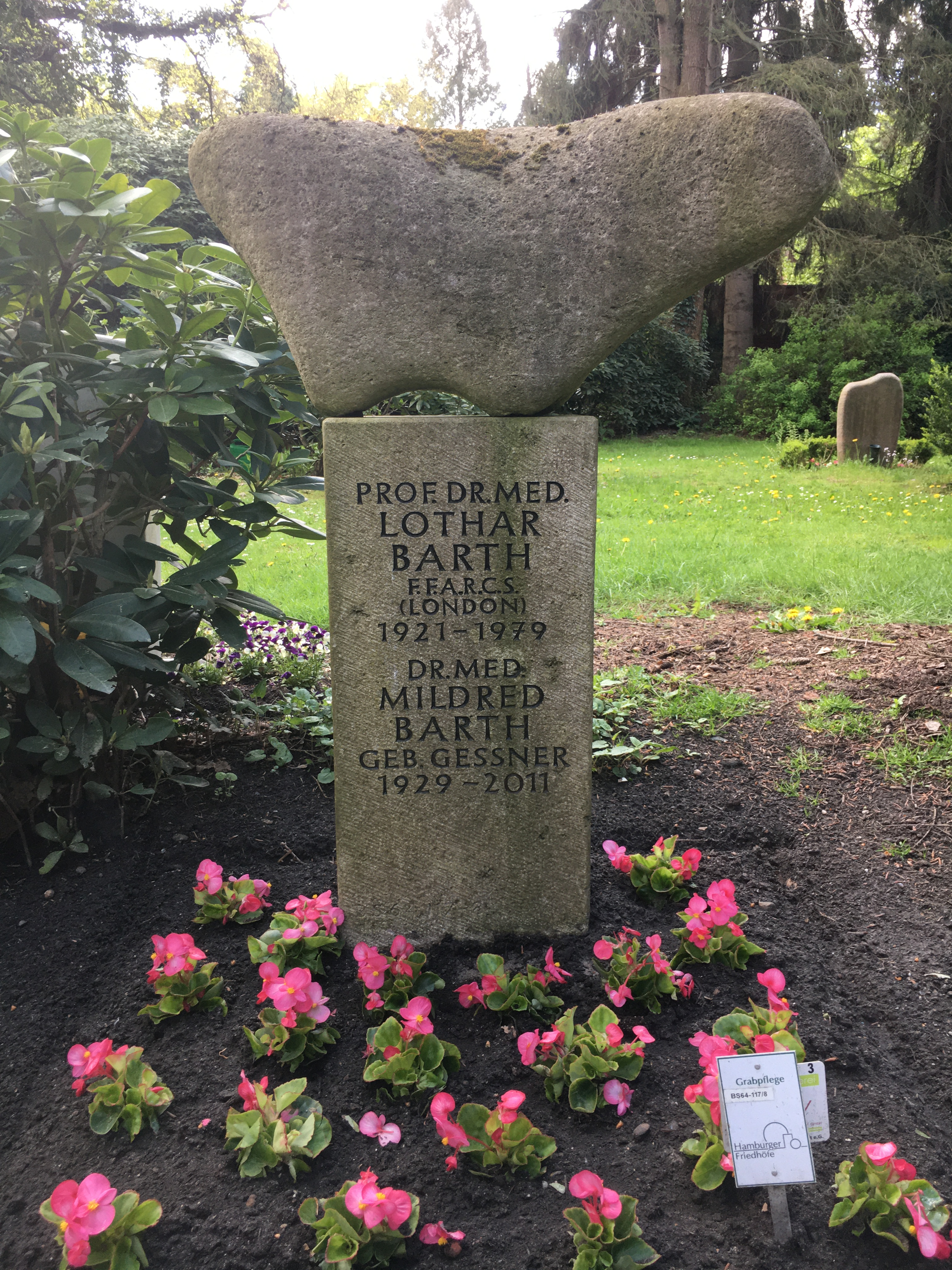
Grabstätte Lothar Barth auf dem Friedhof Ohlsdorf

Lothar Barth (* 22. Januar 1921 in Erlbach; † 17. August 1979 in Bremen) war ein deutscher Anästhesist.

## Leben
Lothar Barth besuchte das Gymnasium zum Heiligen Kreuz in Dresden und sang im dortigen Kreuzchor. Nach dem Arbeitsdienst, den er in Prag leistete, nahm Barth ab dem Wintersemester 1940 ein Medizinstudium an der Universität Leipzig auf. Im folgenden Jahr wurde er zur Wehrmacht eingezogen, diente zunächst in Nordafrika und ab 1942 als Truppenarzt vor Stalingrad. Dort wurde er verwundet und konnte zeitweise sein Studium fortsetzen, ehe er ab 1944 als Feldunterarzt in einem Lazarett in Polen erneut Kriegsdienst leistete, wo er erste Erfahrungen in der Anästhesie sammeln konnte.
Nach Kriegsende nahm Barth sein Studium wieder auf. Neben Leipzig besuchte er auch die Universitäten in Berlin und Halle. Im August 1949 legte er an der Westfälischen Wilhelms-Universität Münster das medizinische Staatsexamen ab. Während seines Pflichtassistenzjahres am Stadtkrankenhaus Görlitz promovierte Barth 1949 an der Universität Rostock mit seiner Schrift Über connatale Pneumonien als Todesursache beim Neugeborenen.
Zu Beginn der 1950er-Jahre kam er nach Ost-Berlin und begann im Auftrag der Deutschen Akademie der Wissenschaften mit dem Aufbau einer Anästhesie-Abteilung an der späteren Robert-Rössle-Klinik in Buch. Ab 1952 erhielt Barth wiederholt die Möglichkeit, sich in Schweden und Großbritannien weiterzubilden, unter anderem bei Robert Reynolds Macintosh in Oxford. 1953 war er Gründungsmitglied der Deutschen Gesellschaft für Anästhesie in München.
Barths Betätigungsfeld waren die Anästhesie bei Tumorpatienten, ferner die Broncho- und Ösophagoskopie und die Bronchospirometrie. Daneben forschte er auf den Gebieten der Anästhesietechnik, Atempsychologie und Bronchoskopie. 1958 erfolgte seine Ernennung zum Facharzt, 1960 wurde er mit Bruttoventilation, alveoläre Ventilation und Lungendurchblutung bei künstlicher Beatmung am offenen Thorax habilitiert. Zwei Jahre später ernannte die Akademie der Wissenschaften Barth zum Professor. Ebenfalls 1962 veröffentlichte er gemeinsam mit Manfred Meyer das Standardwerk Moderne Narkose – Theorie und Praxis der Routineverfahren. Als erstem deutschen Anästhesisten wurde ihm 1965 der Titel F.F.A.R.C.S. (Fellow of the Faculty of Anaesthesists of the Royal College of Surgeons of England) verliehen.
Im August 1972 siedelte Barth in die Bundesrepublik über und setzte seine Laufbahn am Institut für Anästhesiologie in Mainz unter Rudolf Frey fort und lehrte an der Johannes-Gutenberg-Universität. 1973 ging er als Chefarzt an das Rot-Kreuz-Krankenhaus nach Bremen und modernisierte dort die Abteilung für Anästhesiologie und Intensivmedizin.
Barth war in der Folgezeit als Redner häufiger Gast auf Kongressen und Symposien im In- und Ausland und saß im Beirat der Fachzeitschrift Der Anaesthesist. Erst 58-jährig verstarb er an einem Tumorleiden und wurde auf dem Hamburger Friedhof Ohlsdorf im Planquadrat Bs 64 beigesetzt.

## Veröffentlichungen (Auswahl)
- 1949: Über connatale Pneumonien als Todesursache beim Neugeborenen (Dissertationsschrift)
- 1960: Bruttoventilation, alveoläre Ventilation und Lungendurchblutung bei künstlicher Beatmung am offenen Thorax (Habilitationsschrift)
- 1962: Moderne Narkose – Theorie und Praxis der Routineverfahren, Verlag VEB G. Fischer, Jena